# Clasificación de Forrester
La clasificación de Forrester, descrita en 1976  y basada  en la evaluación hemodinámica de 200 pacientes con infarto agudo de miocardio IAM, asigna a los pacientes a 4 categorías (I, II, III y IV)  correlacionan datos hemodinámicos y datos clínicos en los pacientes que sufren una insuficiencia cardiaca tras un infarto de miocardio. Estos datos hemodinámicos son los valores de la presión capilar pulmonar e índice cardíaco medidos con la implantación de catéter de Swan-Ganz.

## Clasificación
Hay cuatro patrones según esta clasificación (ver tabla):
| Grado | Presión capilar pulmonar | Índice cardíaco | Correlato clínico      |
| ----- | ------------------------ | --------------- | ---------------------- |
| I     | Normal                   | Normal          | Normal                 |
| II    | Aumentada                | Normal          | Insuficiencia cardíaca |
| III   | Normal                   | Disminuido      | Choque hipovolémico    |
| IV    | Aumentada                | Disminuido      | Choque cardiogénico    |

## Interpretación
Un aumento de la presión capilar pulmonar, supone que el ventrículo izquierdo no es capaz de bombear eficazmente la sangre, por lo tanto, la presión retrógrada hacia los capilares pulmonares aumenta, y una disminución del índice cardíaco implica que el corazón bombea menos sangre por minuto al resto del organismo.
Para valorar la insuficiencia cardiaca postinfarto, se emplea con mayor frecuencia la clasificación de Killip y Kimball, que está basada en datos clínicos y no es invasiva.